# Suasa suessa
Suasa suessa är en fjärilsart som beskrevs av De Nicéville 1892. Suasa suessa ingår i släktet Suasa och familjen juvelvingar. Inga underarter finns listade i Catalogue of Life.